# Quentin Fillon Maillet
Quentin Fillon Maillet (Champagnole, 16 augustus 1992) is een Franse biatleet. 

## Carrière
Fillon Maillet maakte zijn wereldbekerdebuut in het seizoen 2013/2014. In 2015 nam Fillon Maillet deel aan de Wereldkampioenschappen biatlon 2015. Samen met de broers Martin en Simon Fourcade en Jean-Guillaume Béatrix behaalde Fillon Maillet de bronzen medaille in het estafettenummer. Hij eindigde 38e op de 10 km sprint, 46e op de 12,5 km achtervolging en 79e in het individuele nummer.
Op de Olympische Winterspelen 2022 won hij goud op de 20km individueel.

## Resultaten

### Olympische Winterspelen
| Jaar | Plaats      | Onderdeel   | Onderdeel | Onderdeel     | Onderdeel  | Onderdeel | Onderdeel          |
| Jaar | Plaats      | Individueel | Sprint    | Achtervolging | Massastart | Estafette | Gemengde estafette |
| ---- | ----------- | ----------- | --------- | ------------- | ---------- | --------- | ------------------ |
| 2014 | Sotsji      | –           | –         | –             | –          | –         | –                  |
| 2018 | Pyeongchang | –           | 48e       | 44e           | 29e        | –         | –                  |
| 2022 | Peking      | ↑           | ↑         | ↑             | 4e         | ↑         | ↑                  |

### Wereldkampioenschappen
| Jaar | Plaats            | Onderdeel   | Onderdeel | Onderdeel     | Onderdeel  | Onderdeel | Onderdeel          | Onderdeel                 |
| Jaar | Plaats            | Individueel | Sprint    | Achtervolging | Massastart | Estafette | Gemengde estafette | Single gemengde estafette |
| ---- | ----------------- | ----------- | --------- | ------------- | ---------- | --------- | ------------------ | ------------------------- |
| 2015 | Kontiolahti       | 79e         | 38e       | 46e           | –          | Brons     | –                  |                           |
| 2016 | Oslo Holmenkollen | 19e         | 16e       | 10e           | 20e        | 9e        | Goud               |                           |
| 2017 | Hochfilzen        | 17e         | 43e       | 22e           | 15e        | Zilver    | Zilver             |                           |
| 2019 | Östersund         | 12e         | Brons     | Brons         | 5e         | 6e        | –                  | –                         |
| 2020 | Antholz           | 7e          | Zilver    | 7e            | Zilver     | Goud      | 7e                 | –                         |
| 2021 | Pokljuka          | 4e          | 6e        | 4e            | Brons      | 4e        | 5e                 | –                         |
| 2023 | Oberhof           | 4e          | 9e        | 12e           | 6e         | Goud      | Brons              | –                         |

### Wereldkampioenschappen junioren
| Jaar | Plaats       | Onderdeel   | Onderdeel | Onderdeel     | Onderdeel |
| Jaar | Plaats       | Individueel | Sprint    | Achtervolging | Estafette |
| ---- | ------------ | ----------- | --------- | ------------- | --------- |
| 2013 | Obertilliach | 11e         | 5e        | 4e            | Zilver    |

### Wereldbeker
Eindklasseringen
| Seizoen   | Algemeen | Individueel | Sprint | Achtervolging | Massastart |
| --------- | -------- | ----------- | ------ | ------------- | ---------- |
| 2013/2014 | 51e      | –           | 50e    | 48e           | 39e        |
| 2014/2015 | 23e      | 18e         | 26e    | 30e           | 11e        |
| 2015/2016 | 12e      | 10e         | 17e    | 14e           | Zilver     |
| 2016/2017 | 20e      | 16e         | 25e    | 26e           | 11e        |
| 2017/2018 | 10e      | Brons       | 16e    | 17e           | 10e        |
| 2018/2019 | Brons    | 18e         | 7e     | Zilver        | Brons      |
| 2019/2020 | Brons    | Brons       | Zilver | Brons         | Zilver     |
| 2020/2021 | Brons    | 4e          | 6e     | 4e            | Brons      |
| 2021/2022 | Goud     | 8e          | Goud   | Goud          | Zilver     |
| 2022/2023 | 8e       | 20e         | 8e     | Brons         | 12e        |

Wereldbekerzeges
| Nr.         | Datum            | Plaats                  | Onderdeel                     |
| Individueel | Individueel      | Individueel             | Individueel                   |
| ----------- | ---------------- | ----------------------- | ----------------------------- |
| 1.          | 27 januari 2019  | Antholz                 | 15 km massastart              |
| 2.          | 16 februari 2019 | Soldier Hollow          | 12,5 km achtervolging         |
| 3.          | 26 januari 2020  | Pokljuka                | 15 km massastart              |
| 4.          | 12 december 2020 | Hochfilzen              | 12,5 km achtervolging         |
| 5.          | 11 maart 2021    | Nové Město na Moravě    | 10 km sprint                  |
| 6.          | 13 maart 2021    | Nové Město na Moravě    | 12,5 km achtervolging         |
| 7.          | 11 december 2021 | Hochfilzen              | 12,5 km achtervolging         |
| 8.          | 18 december 2021 | Annecy-Le Grand Bornand | 12,5 km achtervolging         |
| 9.          | 9 januari 2022   | Oberhof                 | 12,5 km achtervolging         |
| 10.         | 13 januari 2022  | Ruhpolding              | 10 km sprint                  |
| 11.         | 16 januari 2022  | Ruhpolding              | 12,5 km achtervolging         |
| 12.         | 5 maart 2022     | Kontiolahti             | 10 km sprint                  |
| 13.         | 6 maart 2022     | Kontiolahti             | 12,5 km achtervolging         |
| 14.         | 10 maart 2022    | Otepää                  | 10 km sprint                  |
| Estafette   |                  |                         |                               |
| 1.          | 3 maart 2016     | Oslo                    | Gemengde estafette (WK)       |
| 2.          | 11 december 2016 | Pokljuka                | 4x7,5 km estafette            |
| 3.          | 12 maart 2017    | Kontiolahti             | Gemengde estafette            |
| 4.          | 17 februari 2019 | Soldier Hollow          | Gemengde estafette            |
| 5.          | 18 januari 2020  | Ruhpolding              | 4x7,5 km estafette            |
| 6.          | 25 januari 2020  | Pokljuka                | Gemengde estafette            |
| 7.          | 22 februari 2020 | Rasen-Antholz           | 4x7,5 km estafette (WK)       |
| 8.          | 15 januari 2021  | Oberhof                 | 4x7,5 km estafette            |
| 9.          | 23 januari 2021  | Antholz                 | 4x7,5 km estafette            |
| 10.         | 8 januari 2023   | Pokljuka                | 4 × 7,5 km gemengde estafette |
| 11.         | 25 november 2023 | Östersund               | 4 × 6 km gemengde estafette   |